# Pentax ME
Die Pentax ME wurde 1976 als weltweit kompakteste Spiegelreflexkamera für das 24×36-mm-Filmformat eingeführt.
Die Einführung der Pentax ME war ein mutiger Schritt von Pentax in Richtung Automatisierung, da die Kamera mit Zeitautomatik (Av) nur einen einzigen Belichtungsmodus besaß. Der Fotograf setzte die Blende, die Kamera wählte die Verschlusszeit entsprechend. Eine +/− 2 EV Belichtungskorrektur war das einzige Mittel, mit denen der Fotograf die Belichtung beeinflussen konnte. Darüber hinaus gab es mit 1/100 s eine mechanische Geschwindigkeitseinstellung, die aber nur als Notlösung gedacht war, falls die Batterien leer waren. Belichtungsmessung war in diesem Modus nicht verfügbar. Der Wahlhebel rund um den Auslöseknopf hatte vier Positionen: L (Lock), Auto, 100X (1/100s, X-Sync) und B.
Das Gehäuse der ME war schwarz, der obere und untere Gehäusedeckel verchromt und schwarz erhältlich. Eine ME SE (Special Edition) Modellvariante wurde später mit braunem Leder eingeführt. Die Kamera hat einen Blitzschuh an der Oberseite des Prismas und einen Selbstauslöser. Der Sucher war groß und hell, größer als bei der Pentax K-Reihe von Kameras eingeführt im Jahr zuvor.
Zusammen mit der ME und ihrer Schwesterkamera MX wurde die SMC Pentax-M Serie kompakter Objektive für das K-Bajonett eingeführt.
Die ME wurde 1979 vom Nachfolgemodell Pentax ME Super und der einfacheren Pentax MV abgelöst.